# Autovisie
Autovisie is een Nederlands tijdschrift en website over auto's. Daarnaast produceert Autovisie video's die via de eigen site en YouTube beschikbaar worden gesteld. In het verleden zijn er samen met Infostrada tv-uitzendingen onder de naam RTL Autovisie geweest. Het merk maakt deel uit van Mediahuis Nederland.

## Oplage
| Jaar | Betaalde gerichte oplage | Totaal verspreide oplage |       |
| ---- | ------------------------ | ------------------------ | ----- |
| 2004 | 51.241                   | 55.258                   | [ 2 ] |
| 2006 | 47.050                   | 48.279                   | [ 3 ] |
| 2007 | 45.923                   | 48.113                   | [ 4 ] |
| 2011 | 51.808                   | 54.367                   | [ 5 ] |
| 2012 | 50.846                   | 53.386                   | [ 6 ] |
| 2022 | 14.905                   | 17.065                   |       |